# ニッカ航空サービス
ニッカ航空サービス株式会社（英: NIKKA AIR SVC. CO.,LTD.） は、福岡市博多区に本社を置く日本の旅行会社である。

## 業務内容
- 航空会社の予約発券業務
- 企画商品の販売
- プログラムチャーターの取扱業務
- 各航空会社のチャーター便の取扱業務
- 海外の地上手配業務
- 海外主要ホテルの予約業務
- 海外旅行傷害保険の代理店業務

## 沿革
- 1976年（昭和51年）1月 福岡市博多区に日華航空サービス株式会社を設立　資本金5,000万円で中華航空の予約発券業務の営業開始
- 1976年（昭和51年）7月 資本金6,000万円に増資
- 1976年（昭和51年）10月 運輸大臣登録一般旅行業381号認可
- 1980年（昭和55年）5月 ニッカ航空サービス株式会社と社名変更
- 1982年（昭和57年）10月 中華航空のブランド『ダイナスティーツアー』を販売開始
- 1982年（昭和57年）12月 資本金6,500万円に増資
- 1983年（昭和58年）9月 広島支店を開設
- 1986年（昭和61年）4月 台湾：陽達旅行社と業務提携
- 1989年（平成元年）5月 企画商品『ワールドクラブ』を販売開始
- 1991年（平成3年）7月 ＩＡＴＡ公認旅行代理店取得（福岡）
- 1991年（平成3年）11月 資本金9,750万円に増資
- 1993年（平成5年）7月 大阪支店を開設
- 1993年（平成5年）12月 ＩＡＴＡ公認旅行代理店取得（大阪）
- 1994年（平成6年）3月 ＩＡＴＡ公認旅行代理店取得（広島）
- 2008年（平成20年）6月 東京支店を開設
- 2009年（平成21年）4月 ＩＡＴＡ公認旅行代理店取得（東京）

## 主な契約航空代理店
- チャイナエアライン
- キャセイパシフィック航空
- フィリピン航空
- シンガポール航空
- タイ国際航空
- ガルーダインドネシア航空
- マレーシア航空
- ベトナム航空
- アシアナ航空
- フィンエアー
- エミレーツ航空

## 支店
- 東京支店 - 東京都港区新橋2-20-15 新橋駅前ビルa号館709A
- 大阪支店 - 大阪市中央区伏見町2-1-1 三井住友銀行高麗橋ビル6階
- 広島支店 - 広島県広島市中区基町12-8 宝ビル4階